# オグムンドゥル・クリスティンソン
オグムンドゥル・クリスティンソン（Ögmundur Kristinsson 、1989年6月19日 - ）は、アイスランド・レイキャヴィーク出身のプロサッカー選手。アイスランド代表。ポジションは、ゴールキーパー。

## 経歴

### クラブ
フラム・レイキャヴィークのアカデミーで育成され、2006年6月の2部リーグ戦でプロデビュー。2011年12月、アイスランドの年間最優秀スポーツ選手に選ばれた。
2013年シーズン終了後、ノルウェーのサンドネス・ウルフやスコットランドのマザーウェルFCのトライアルに参加した。しかしながらいずれも契約には至らなかった。
2014年7月、デンマークのラナースFCと単年契約を結んだ。しかしカール＝ヨハン・ヨハンソンの控えとして扱われたため、リーグ戦での出場は4試合に終わった。
2015年6月、ハンマルビーIFと3年契約を結んだ。2016年3月のスウェーデンカップ準決勝・AIKソルナ戦でPKからプロ初ゴールを決めた。
2017年8月、エールディヴィジのSBVエクセルシオールにフリーで加入、シーズンいっぱいの契約にサインした。
2018年8月2日、ギリシャのAEL 1964に2年契約で移籍した。
2020年7月7日、オリンピアコスFCに3年契約で移籍した。

### 代表
2014年6月4日のエストニアとの試合で、ハーフタイムでグンレイフル・グンレイフソンと交代し代表デビュー。
2015年10月13日のUEFA EURO 2016予選・トルコ戦で公式戦初出場を果たすも0-1で敗れた。
UEFA EURO 2016本戦のメンバーにも選ばれた。

## 人物
学士（法学）を持っており、サッカー選手引退後は法律家になりたいと話している。
好きなクラブはマンチェスター・ユナイテッドFCで、ピーター・シュマイケルが子ども時代からの憧れであると語っている。

## タイトル
フラム
- アイスランド・カップ (1): 2013

オリンピアコスFC
- スーパーリーグ (1): 2020-21